# KAT5
KAT5（lysine acetyltransferase 5）は、ヒトではKAT5遺伝子によってコードされる酵素である。TIP60の名称でも広く知られる。
KAT5遺伝子によってコードされるKAT5タンパク質はヒストンアセチルトランスフェラーゼ（HAT）のMYSTファミリーに属し、もともとはHIV-1のTatと相互作用するタンパク質として単離された。HATはヒストンや非ヒストンタンパク質をアセチル化することで、クロマチンリモデリング、転写やその他の核内過程の調節に重要な役割を果たす。このタンパク質はDNA修復やアポトーシスに関与しており、シグナル伝達に重要な役割を果たしていると考えられている。この遺伝子の選択的スプライシングによって、複数の転写バリアントが産生される。

## 構造
KAT5の構造にはMYSTドメインとクロモドメインが含まれ、MYSTドメイン内にはアセチルCoA結合ドメインとジンクフィンガーが存在する。クロモドメインはKAT5のクロマチンへの結合を補助し、この結合はDNA修復に重要である。

## 機能
KAT5はヌクレオソーム中のヒストンをアセチル化し、DNAとの結合を変化させることが知られている。アセチル化によってヒストンの正電荷が中和され、負に帯電しているDNAに対する結合親和性は低下する。その結果、ヒストンのDNAに対する立体障害効果が低下し、転写因子やその他のタンパク質の相互作用が増大する。KAT5の主要な3つの機能は、転写、DNA修復、アポトーシスの調節である。

### 転写
E2Fやc-Mycなどの転写因子は、特に細胞周期に関係するタンパク質の発現を調節する。KAT5はこれらの転写因子をコードする遺伝子上のヒストンをアセチル化し、これらの活性を促進する。

### DNA修復
KAT5はDNA修復に重要な酵素であり、ATMキナーゼの調節を介して正常な細胞機能を回復させる。ATMはDNA修復に関与するタンパク質をリン酸化して活性化する。しかし、ATMが機能するためには、KAT5によるアセチル化が必要である。KAT5の欠損によってATMのプロテインキナーゼ活性は抑制され、細胞のDNA修復能力は低下する。
KAT5はDNA修復のより後の段階においても、TRRAPのコファクターとして機能する。TRRAPは二本鎖DNAの損傷部位近傍のクロマチンに結合し、リモデリングを促進する。KAT5はこの認識を補助する。

### アポトーシス
p53はDNA損傷後に細胞のアポトーシスを引き起こすことがよく知られている。KAT5によるp53のアセチル化は、この細胞死を誘導する。そのためKAT5を欠損すると、損傷DNAを持つ細胞もアポトーシスを回避して細胞分裂を継続する。

## 調節
KAT5の触媒活性は、細胞周期のG2/M期におけるリン酸化によって調節されている。KAT5のセリン86番と90番のリン酸化は、その活性を低下させる。G2/Mチェックポイントが適切に機能せず、無制御な増殖を行うがん細胞は、サイクリン依存性キナーゼによるリン酸化を介したKAT5の調節を喪失していることがある。

## 臨床的意義
KAT5は臨床的に多くの重要な意味を持ち、診断または治療アプローチの有用な標的である。最も注目すべきは、KAT5ががん、HIV、神経変性疾患の調節を補助していることである。

### がん
上述したように、KAT5はDNA修復を補助し、p53などのがん抑制因子をアップレギュレーションする。そのため、多くのがんはKAT5のmRNAが減少しているという特徴を持つ。KAT5は転移や悪性化とも関連している。次に挙げるがんでKAT5との関係が示されている。
- 結腸がん[15]
- 肺がん[10]
- 乳がん[16]
- 膵臓がん[16]
- 胃がん[17]
- 転移性メラノーマ[14]

また、KAT5は化学療法による腫瘍成長停止効果を高めることが示されており、併用療法としての可能性が示されている。しかしながら、KAT5は常に抗がん効果を示すわけではない。KAT5はヒトTリンパ好性ウイルス（HTLV）など、がんを引き起こすウイルスのタンパク質の活性を高めることがあり、白血病やリンパ腫が引き起こされる可能性がある。さらに、KAT5は子宮頸がんの原因となるウイルスであるヒトパピローマウイルス（HPV）とも反応する。KAT5が促進する他のタンパク質も、がんを引き起こす可能性がある。例えば、転写因子E2F1の過剰発現はメラノーマのプログレッションへの関与が示唆されている。

### HIV
KAT5はHIV-1のトランス活性化因子Tatに結合し、HIVの複製の促進を補助する。

### 老化と神経変性
KAT5はオートファジー、DNA修復、神経生存、学習/記憶、睡眠/覚醒パターン、タンパク質のターンオーバーなど多様な細胞経路を調節している。これらの過程はすべて細胞の恒常性や個体の健康に寄与し、老化や神経変性に対抗する。

## 相互作用
KAT5は次に挙げる因子と相互作用することが示されている。
- AR[23]
- BCL3（英語版）[24]
- CREB1（英語版）[25]
- ETV6[26]
- EDNRA（英語版）[27]
- FANCD2（英語版）[28]
- HDAC7（英語版）[29]
- MDM2[30]
- MYC[31]
- PLA2G4A（英語版）[32]
- PXR[33]

## 関連文献
- “The highly conserved and multifunctional NuA4 HAT complex”. Current Opinion in Genetics & Development 14 (2):  147–54. (Apr 2004). doi:10.1016/j.gde.2004.02.009. PMID 15196461.
- “Cellular functions of TIP60”. The International Journal of Biochemistry & Cell Biology 38 (9):  1496–509. (2006). doi:10.1016/j.biocel.2006.03.003. PMID 16698308.
- “Oligo-capping: a simple method to replace the cap structure of eukaryotic mRNAs with oligoribonucleotides”. Gene 138 (1–2):  171–4. (Jan 1994). doi:10.1016/0378-1119(94)90802-8. PMID 8125298.
- “Construction and characterization of a full length-enriched and a 5'-end-enriched cDNA library”. Gene 200 (1–2):  149–56. (Oct 1997). doi:10.1016/S0378-1119(97)00411-3. PMID 9373149.
- “Novel substrate specificity of the histone acetyltransferase activity of HIV-1-Tat interactive protein Tip60”. The Journal of Biological Chemistry 272 (49):  30595–8. (Dec 1997). doi:10.1074/jbc.272.49.30595. PMID 9388189.
- “Tip60 acetylates six lysines of a specific class in core histones in vitro”. Genes to Cells 3 (12):  789–800. (Dec 1998). doi:10.1046/j.1365-2443.1998.00229.x. PMID 10096020.
- “The Bcl-3 oncoprotein acts as a bridging factor between NF-kappaB/Rel and nuclear co-regulators”. Oncogene 18 (22):  3316–23. (Jun 1999). doi:10.1038/sj.onc.1202717. PMID 10362352.
- “Tip60 is a nuclear hormone receptor coactivator”. The Journal of Biological Chemistry 274 (25):  17599–604. (Jun 1999). doi:10.1074/jbc.274.25.17599. PMID 10364196.
- “Control of the histone-acetyltransferase activity of Tip60 by the HIV-1 transactivator protein, Tat”. Biochemistry 38 (27):  8826–30. (Jul 1999). doi:10.1021/bi9907274. PMID 10393559.
- “Tip60 interacts with human interleukin-9 receptor alpha-chain”. Biochemical and Biophysical Research Communications 263 (1):  149–55. (Sep 1999). doi:10.1006/bbrc.1999.1083. PMID 10486269.
- “Tip60 inhibits activation of CREB protein by protein kinase A”. Biochemical and Biophysical Research Communications 269 (3):  758–66. (Mar 2000). doi:10.1006/bbrc.2000.2358. PMID 10720489.
- “Proteomic analysis of NMDA receptor-adhesion protein signaling complexes”. Nature Neuroscience 3 (7):  661–9. (Jul 2000). doi:10.1038/76615. hdl:1842/742. PMID 10862698.
- “Involvement of the TIP60 histone acetylase complex in DNA repair and apoptosis”. Cell 102 (4):  463–73. (Aug 2000). doi:10.1016/S0092-8674(00)00051-9. PMID 10966108.
- “Identification of an alternatively spliced form of the Tat interactive protein (Tip60), Tip60(beta)”. Gene 258 (1–2):  141–6. (Nov 2000). doi:10.1016/S0378-1119(00)00410-8. PMID 11111051.
- “Tip60 and HDAC7 interact with the endothelin receptor a and may be involved in downstream signaling”. The Journal of Biological Chemistry 276 (20):  16597–600. (May 2001). doi:10.1074/jbc.C000909200. PMID 11262386.
- “Tip60 is a cell-type-specific transcriptional regulator”. Journal of Biochemistry 129 (4):  635–41. (Apr 2001). doi:10.1093/oxfordjournals.jbchem.a002901. PMID 11275565.
- “PLIP, a novel splice variant of Tip60, interacts with group IV cytosolic phospholipase A(2), induces apoptosis, and potentiates prostaglandin production”. Molecular and Cellular Biology 21 (14):  4470–81. (Jul 2001). doi:10.1128/MCB.21.14.4470-4481.2001. PMC 87107. PMID 11416127.
- “A transcriptionally [correction of transcriptively] active complex of APP with Fe65 and histone acetyltransferase Tip60”. Science 293 (5527):  115–20. (Jul 2001). doi:10.1126/science.1058783. PMID 11441186.
- “Tip60 is targeted to proteasome-mediated degradation by Mdm2 and accumulates after UV irradiation”. The EMBO Journal 21 (7):  1704–12. (Apr 2002). doi:10.1093/emboj/21.7.1704. PMC 125958. PMID 11927554.